# Diego Cabrera
Diego Aroldo Cabrera Flores (ur. 13 sierpnia 1982 w Santa Cruz) – boliwijski piłkarz występujący na pozycji napastnika. Zawodnik klubu Aurora.

## Kariera klubowa
Cabrera zawodową karierę rozpoczynał w 1999 roku w zespole Oriente Petrolero. Jego barwy reprezentował przez jeden sezon. W 2000 roku odszedł do ekipy Blooming, w której grał z kolei przez 3 sezony. W 2003 roku przeszedł do The Strongest. Przez część sezonu 2003 przebywał na wypożyczeniu w paragwajskim Cerro Porteño. W 2004 roku wrócił do The Strongest i w tym samym roku zdobył z nim mistrzostwo fazy Clausura.
W 2005 roku Cabrera odszedł do Bolívaru. W tym samym roku wywalczył z nim mistrzostwo Boliwii. W 2006 roku wrócił do The Strongest. Tym razem występował tam przez jeden sezon. W 2007 roku trafił do Aurora. Będąc jej graczem został królem strzelców fazy Apertura w sezonie 2007.
W 2007 roku odszedł także do kolumbijskiego Cúcuta Deportivo. W sezonie 2009 grał na wypożyczeniach w Independiente Medellín oraz Oriente Petrolero, a przez część sezonu 2010 w Deportivo Pasto. W 2011 roku ponownie podpisał kontrakt z boliwijską Aurorą.

## Kariera reprezentacyjna
W reprezentacji Boliwii Cabrera zadebiutował w 2002 roku. W 2007 roku został powołany do kadry na Copa América. Na tamtym turnieju, zakończonym przez Boliwię na fazie grupowej, zagrał w meczach z Wenezuelą (2:2) i Urugwajem (0:1).